# Roth (Rhein-Hunsrück-Kreis)
Roth település Németországban, Rajna-vidék-Pfalz tartományban. Lakosainak száma 260 fő (2023. december 31.). Roth Kastellaun, Beltheim és Hollnich községekkel határos.

## Népesség
A település népességének változása:
| Lakosok száma | 215  | 258  | 274  | 252  | 259  | 260  |
|               | 1975 | 2017 | 2019 | 2021 | 2022 | 2023 |